# Aurélie Vaneck
Pour les articles homonymes, voir Vaneck.
Aurélie Vaneck, née le 15 juin 1983 aux Lilas, en Seine-Saint-Denis, est une actrice française.
Elle est connue pour avoir incarné le rôle de Ninon Chaumette dans la série Plus belle la vie de 2004 à 2019.

## Biographie
Aurélie Vaneck est la fille de l'écrivain et conférencier Raphaël Souchier, la petite-fille de l'acteur Pierre Vaneck, mort en 2010, la petite nièce de Jean Becker, l'arrière-petite-fille de Jacques Becker et la sœur de Thibaud Vaneck qui joue le rôle de Nathan dans Plus belle la vie.
Aurélie et Thibaud Vaneck grandissent à Bergerac en Dordogne. Elle se passionne rapidement pour le théâtre et décide de devenir actrice. À quinze ans, elle entre au lycée Montesquieu à Bordeaux, où elle choisit un cursus scolaire adapté à sa passion. En parallèle, elle entre en 1999 au conservatoire de Mérignac, où elle suit les cours de Gérard David jusqu'en 2001, année de son bac L artistique (théâtre). Elle s'installe à Paris, où elle suit à l'Atelier du Sudden des cours de comédie musicale, chant et danse, avec comme professeur Raymond Acquaviva.[réf. nécessaire]

### Œuvres caritatives
Marraine de l'association « Maryse pour la vie ! », elle communique sur l'importance du don d'organes : « Un don peut potentiellement sauver 7 vies ! La France vit une pénurie de greffons par manque d'information. »
En 2007, elle participe à Fort Boyard avec son frère Thibaud.
Elle participe le 10 juin 2010 à la première édition de la course La Marseillaise des Femmes, course de 6,4 km, avec d'autres comédiennes de Plus belle la vie : Dounia Coesens, Élodie Varlet, Coline d'Inca et Lætitia Milot pour former l'équipe Plus belle la vie. Elle est la meilleure de l'équipe, 57e en 33 min 47 s. Elle est également la présidente d'honneur de l'association.
Elle participe de nouveau à l'émission Fort Boyard en 2011 avec Camille Lacourt, Florent Manaudou et Maud Fontenoy pour la Maud Fontenoy Fondation contre les changements climatiques et pour que les enfants atteints d'un cancer puissent naviguer.

## Filmographie

### Cinéma

#### Longs métrages
- 2012 : Chercher le garçon de Dorothée Sebbagh : Audrey
- 2024 : L'Ennemi public n° 0 d'Amalric Gérard : Sandra

#### Moyen métrage
- 2004 : L'Audition (coauteur et comédienne) de Vincent Jouan

### Télévision
- 2001 : Blandine l'insoumise de Claude d'Anna
- 2002 : Ben et Thomas de Jon Carnoy
- 2004 : Le Tuteur de Pierre Grimblat
- 2004 — 2014, 2019, 2022 : Plus belle la vie : Ninon Chaumette
- 2008 : Une maman pour un cœur de Patrice Martineau : Myriam
- 2013 : Sous le soleil de Saint-Tropez : Mélanie (saison 1)
- 2014 : Une vie en Nord : Ninon Chaumette (série dérivée de Plus belle la vie se déroulant dans le Nord Pas de Calais)
- 2014 : Joséphine, ange gardien : Aurélie (saison 15, épisode 1 : Le sourire de la momie)
- 2017 : Scènes de ménages
- 2018 : Camping Paradis : Agnès Rivière (saison 10, épisode 4 : À nos pères)
- 2019 : Caïn
- 2019 : Crimes parfaits (saison 2, épisode 9 : Pour l'éternité)
- 2020 : Ennemi public numéro zéro d'Amalric Gérard
- 2020 : La Stagiaire (saison 5, épisode 2 : La parole à la défense)
- 2021 : Léo Matteï, Brigade des mineurs : Sabrina Rocca (saison 8, épisode 1 et 2 : Le Silence de la mer)
- 2021 : Jugée coupable : Gaëlle Jourdan
- 2022 : Retrouvailles de David Chamak : Ninon Chaumette
- 2023 : Un Soupçon de Philippe Dajoux : Julie Alban

### Émissions documentaires
- 2013 : Coulisses Indiscrètes : Présentatrice
- 2015 : Thalassa « Plus belle la mer » (reportage sur Marseille)
- 2022 : Les Secrets de Plus belle la vie : Coulisses et confidences (France 3)

### Réalisation
- 2011 : Mao!